# Lista episoadelor din Huntik
1.Se Naște Un Căutător
2.Clientul Casterwill
3.Adevărul Din Cuvinte, Minciunile Din Inimă
4.În Râul De Secrete
5.Târâși Prin Catacombe
6.Divide Și Cucerește
7.Moștenirea Lui Thor
8.Două Forțe Se Unesc
9.Eroii Absenți
10.Comorile Argonauților
11.Frumoasa Capcană
12.Diferența Dintre Tată Și Fiu
13.Acasă
14.Muncă Pe Gratis
15.Amăgirea Sceptrului
16.Vânătorul Din Librărie
17.Vampirul Fără Colți
18.Calea Amintirilor
19.Alegerea Doamnelor
20.Ghidul Nevăzut
21.Sfârșitul Copilăriei
22.Cobra Aurie
23.A Fi Împreună
24.Secretul Celor 2 Generații
25.Divina Comedie
26.Misiunea
27.Portalul Către Huntik
28.Turnul Lui Nostradamus
29.Peștera Familiei Casterwill
30.Cavalerul Din Avalon
31.Urmărirea Vidului
32.Spirala Sângelui
33.Den Contra Harrison
34.Legendarul Titan Al Destinului
35.Misiunea Zhalie
36.Băieții Vor Fi Căutători
37.Conexiunea Casterwill
38.Titanul Din Templul Șoarelui
39.Sophie E Pusă La Încercare
40.Războiul Spiralei
41.Invazia Lui Gremlow
42.Puterea Umbrei
43.Sub Conducerea Lui Lok
44.Insula Magică Puștie
45.Cenușa Lui Pheonix
46.Un Aliat Din Partea Organizației
47.Secretul Lui Rassimov
48.Înapoi Acasă
49.Cuvinte De La Eathon
50.Semnul Spiralei
51.Lok Și Trădătorul
52.Întoarcerea Lui Dante